# Elapsoidea loveridgei
Espèce
Synonymes
- Elapsoidea sundevallii loveridgei Parker, 1949

Elapsoidea loveridgei est une espèce de serpents de la famille des Elapidae. 

## Répartition
Cette espèce se rencontre au Congo-Kinshasa, en Tanzanie, au Rwanda, au Burundi, en Ouganda, au Kenya, en Somalie, en Éthiopie et au Soudan.

## Description
L'holotype de Elapsoidea loveridgei, une femelle, mesure 560 mm. Il s'agit d'un serpent venimeux.

## Liste des sous-espèces
Selon The Reptile Database (14 février 2014) :
- Elapsoidea loveridgei colleti Laurent, 1956
- Elapsoidea loveridgei loveridgei Parker, 1949
- Elapsoidea loveridgei multicincta Laurent, 1956

## Étymologie
Cette espèce est nommée en l'honneur d'Arthur Loveridge (1891-1980), herpétologiste américain.

## Publications originales
- Laurent, 1956 : Contribution à l'herpetologie de la région des Grandes Lacs de l'Afrique centrale. Annales du Musée royal de Congo belge (Sciences Zoologiques), vol. 48, p. 1-390.
- Parker, 1949 : The snakes of Somaliland and the Sokotra islands. Zoologische Verhandelingen, vol. 6, p. 1-115 (texte intégral).